# 高枧乡 (西昌市)
高枧乡，是中华人民共和国四川省凉山彝族自治州西昌市曾经下辖的一个乡。2019年12月，撤销高枧乡，设立海南街道，将原高枧乡联合村、团结村、王家村、中所村所属行政区域划归东城街道管辖，将原高枧乡陈所村、张林村归北城街道管辖。

## 行政区划
高枧乡撤销前下辖以下地区：
中所村、陈所村、张林村、王家村、联合村和团结村。